# 수도

대한민국의 수도는 서울이다.

수도(한국 한자: 首都, 영어: Capital city)는 한 국가의 정치, 행정의 중심이 되는 도시를 말한다. 수도에는 대부분 중앙정부가 소재해, 국가원수 등 국가의 최고 지도자가 거점으로 두는 도시다. 다만 중앙 정부의 소재와는 별도로 그 나라의 상징적 존재로 인정되고 있는 도시가 수도로 여겨지기도 한다.
국가에 따라서는 여러 개의 수도가 있기도 하며, 수도에 실제 행정부가 위치하지 않거나, 주요 국가 기관이 여러 도시에 나뉘어 위치하기도 한다. 예를 들어 남아프리카공화국의 행정부는 프리토리아에, 입법부는  케이프타운에, 사법부는 블룸폰테인에 있다. 네덜란드의 헌법은 암스테르담을 수도로서 명시하고 있으나, 실제 정부와 최고 법원은 헤이그에 위치해 있다.

## 기원
농업 생산량이 증가하고 잉여 식량이 확보됨에 따라 도시가 형성되고 잉여 식량을 관리하기 위해 중앙집권화가 이루어 졌다. 이후 경제, 문화, 정치적 중심지가 나타나고 각 지역들이 연합하고 점령을 진행하면서 한 도시는 계속해서 커지게 되고 다양한 목적을 가진 사람들로 인해 인구가 증가하고 여러 자본이 유입되면서 수도가 등장했다.

## 대한민국의 수도
현재 대한민국은 헌법에 명시하지 않았지만, 사실상 서울이 수도이다. 대한민국 정부는 충청남도 연기군 등(현 세종특별자치시)으로 행정수도 이전을 추진 하였으나, 2004년 10월 21일 헌법재판소는 이에 대해 위헌 판결을 내렸다.
수도에 대한 고유어 표현은 '서울'이다. 그 어원은 여러 설이 있지만, 수도(首都)를 뜻하는 신라어 '서라벌'에서 유래했다는 설이 가장 유력하다. 이때 한자 가차 표기인 서라벌은 '쇠[鐵]-벌[源]'이나 '설[새: 新, 金]-벌[땅: 羅, 城]'의 뜻이라는 주장이 있다. 훈민정음의 창제 후 이를 '셔ᄫᅳᆯ(shovl)'이라고 읽게 되었고, 그 외에도 박제가는 저서 북학의에서 서울을 '徐蔚'(천천히 할 서, 고을 이름 울)로 음차해 사용했다.

## 같이 보기
- 수도 이름순 수도 목록
- 나라 이름순 수도 목록
- 수도권
- 옛날 국가 수도 목록